# Flickering Flame: The Solo Years Vol. 1
Flickering Flame: The Solo Years Vol. 1 – kompilacja solowego materiału byłego członka Pink Floyd, Rogera Watersa, wydana w 2002 roku.

## Lista utworów
1. „Knockin’ on Heaven’s Door” – 4:06 (1973)
2. „Too Much Rope” – 5:12 (Amused to Death 1992)
3. „The Tide Is Turning” – 5:24 (Radio K.A.O.S. 1987)
4. „Perfect Sense part I & II” – 7:22 (In the Flesh Live 2000)
5. „Three Wishes” – 6:49 (Amused to Death 1992)
6. „5.06 AM (Every Strangers' Eyes)” – 4:47 (The Pros and Cons of Hitch Hiking 1984)
7. „Who Needs Information” – 5:55 (Radio K.A.O.S. 1987)
8. „Each Small Candle” – 8:34 (In the Flesh Live 2000)
9. „Flickering Flame [new demo]” – 6:45
10. „Towers of Faith” – 6:52 (When The Wind Blows (soundtrack) 1986)
11. „Radio Waves” – 4:31 (Radio K.A.O.S. 1987)
12. „Lost Boys Calling [original demo]” – 4:06

Wszystkie utwory skomponowane przez Rogera Watersa oprócz „Knockin’ on Heaven’s Door”, autorstwa Boba Dylana i „Lost Boys Calling [original demo]” skomponowanego przez Rogera Watersa i Ennio Morricone.

## Wykonawcy
Knockin’ on Heaven’s Door
- Bob Dylan – słowa, muzyka
- Roger Waters – śpiew, gitara basowa
- Simon Chamberlain – instrumenty klawiszowe
- Clem Clempson – gitara, gitara akustyczna
- Katie Kissoon – śpiew
- Nick Griffiths – producent

Too Much Rope & Three Wishes
- Roger Waters – słowa, muzyka, śpiew
- Patrick Leonard Rickenbacker – instrumenty klawiszowe
- Geoff Whitehorn – gitara
- Steve Lukather – gitara
- James P. Johnson – gitara basowa
- Graham Broad – perkusja
- Luis Conte – perkusja
- Katie Kissoon – śpiew
- Doreen Chanter – śpiew
- National Philharmonic Orkiestra
- Patrick Leonard & Roger Waters – producenci

The Tide Is Turning & Who Needs Information & Radio Waves
- Roger Waters – słowa, muzyka, śpiew, gitara basowa
- Andy Fairweather Low & Jay Stapely – gitara
- Mel Collins – saksofon
- Ian Ritchie – instrumenty klawiszowe
- Graham Broad – perkusja
- Suzanne Rhatigan – śpiew
- Roger Waters & Ian Ritchie – producenci

Perfect Sense, Part I & II & Each Small Candle
- Roger Waters – słowa, muzyka, śpiew, gitara basowa, gitara akustyczna
- Doyle Bramhall II – gitara
- Graham Broad – perkusja
- Jon Carin – instrumenty klawiszowe
- Andy Fairweather – gitara, gitara basowa, śpiew
- Katie Kissoon, Susannah Melvion, P P Arnold - śpiew
- Andy Wallace – organy Hammonda, instrumenty klawiszowe
- Snowy White – gitara
- James Guthrie – producent

5.06am (Every Stranger's Eyes)
- Roger Waters – słowa, muzyka, śpiew, gitara basowa, gitara akustyczna
- Andy Bown – organy Hammonda & gitara dwunastostrunowa
- Ray Cooper – perkusja
- Eric Clapton – gitara prowadząca
- Michael Kamen – fortepian, National Philharmoninc Orchestra - dyrygent i aranżer
- Andy Newmark – perkusja
- David Sanborn – saksofon
- Madeline Bell, Katie Kissoon, Doreen Chanter – śpiew
- Raphael Ravenscroft, Kevin Flanagan, Vic Sullivan – rogi
- Roger Waters & Michael Kamen – producenci

Flickering Flame
- Roger Waters – słowa, muzyka, śpiew, gitara akustyczna, gitara basowa
- Jon Carin – instrumenty klawiszowe
- Doyle Bramhall II – gitara, gitara basowa
- Roger Waters & Nick Griffiths – producenci

Towers of Faith
- Roger Waters – słowa, muzyka, śpiew
- Matt Irving – instrumenty klawiszowe
- Jay Stapely – gitara
- Freddie KRC – perkusja
- Mel Collins - saksofon
- John Gordon – gitara basowa
- Claire Torry – śpiew
- Roger Waters – producent

Lost Boys Calling (original demo)
- Ennio Morricone – muzyka
- Roger Waters – słowa, śpiew
- Rick Wentworth – orkiestra